# Гуарекена
Гуарекена (Arequena, Guarekena, Guarequena, Uerequema, Urequema, Warekena, Warekéna, Werikena) — аравакский язык, в деревне Гусман-Бланко, ниже города Мароа, около реки Сан-Мигель штата Амасонас в Венесуэле, а также в районе рек Чье (Шье) и Исана около границы с Венесуэлой в штате Амазонас в Бразилии. Это один из нескольких языков, который идёт под общим названием баре.